# Beauregard-Baret
Beauregard-Baret este o comună în departamentul Drôme din sud-estul Franței. În 2009 avea o populație de 793 de locuitori.

## Evoluția populației
| An        | 1975 | 1982 | 1990 | 1999 | 2006 | 2009 |
| --------- | ---- | ---- | ---- | ---- | ---- | ---- |
| Populație | 321  | 429  | 504  | 543  | 721  | 793  |